# Canyon de Chelly

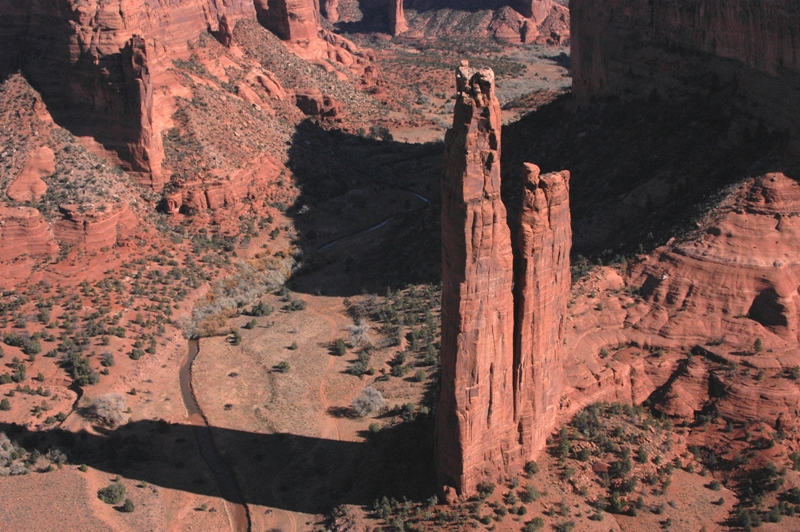
Spider Rock alla giunzione fra il Canyon de Chelly e il Monument Canyon

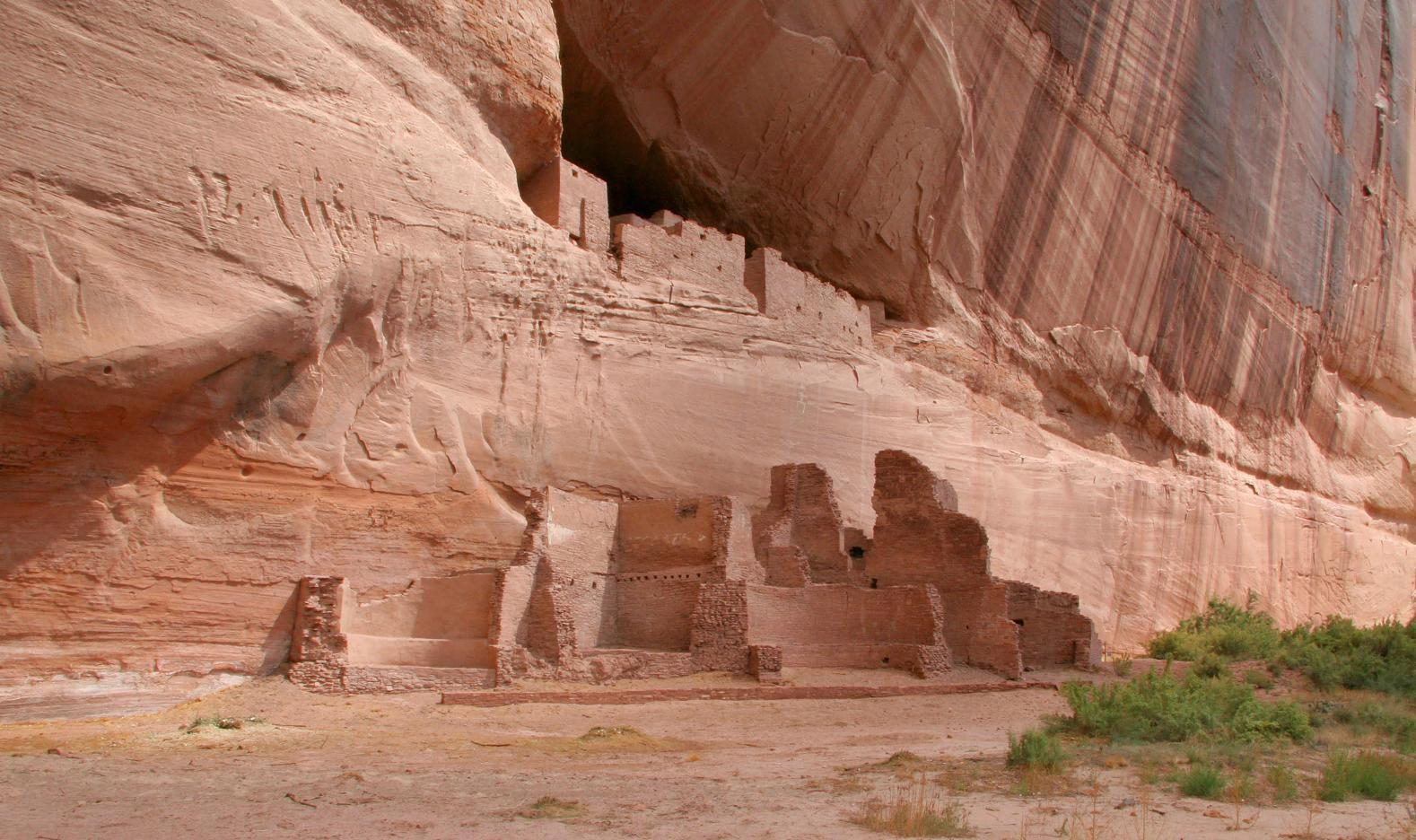
White House

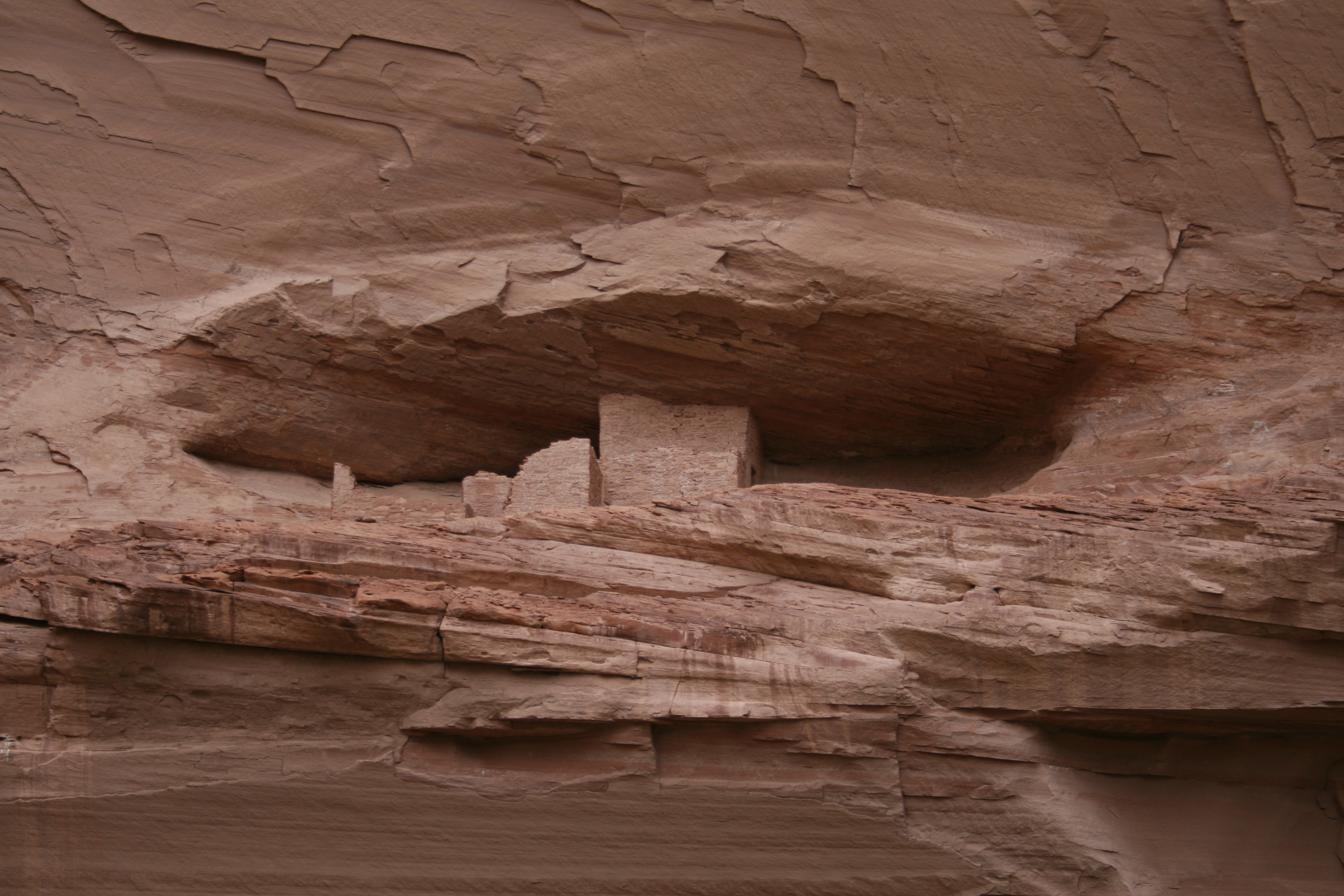
Ledge Ruin

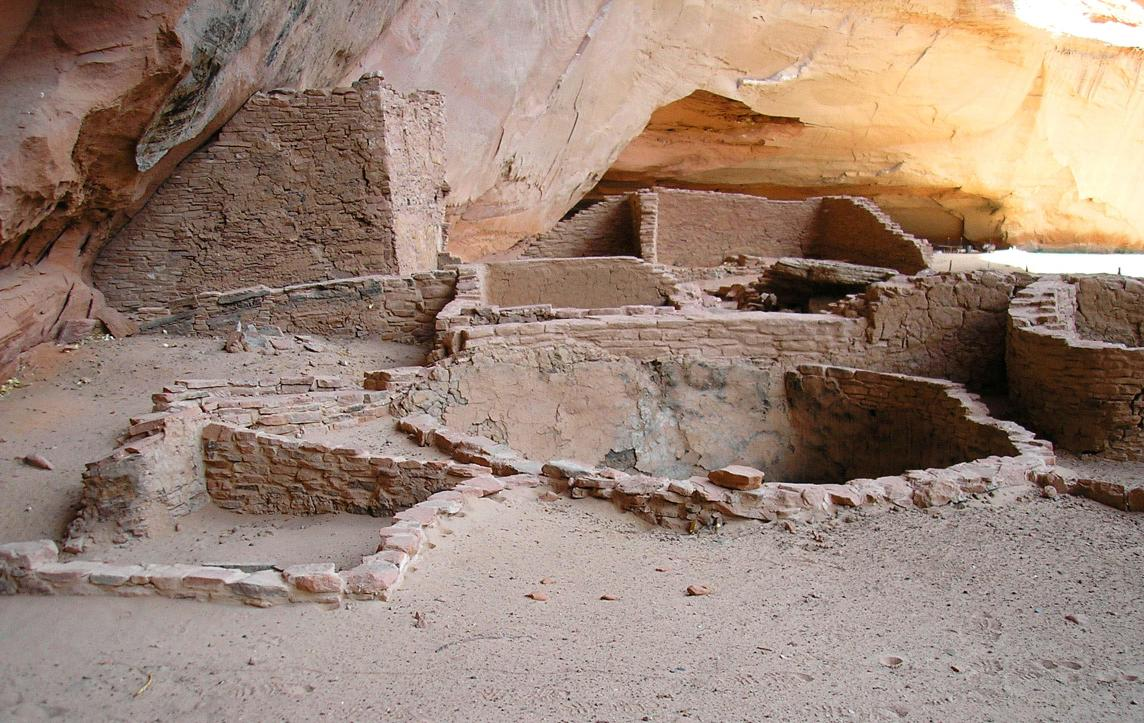
Rovine di Antelope House con un Kiva in primo piano

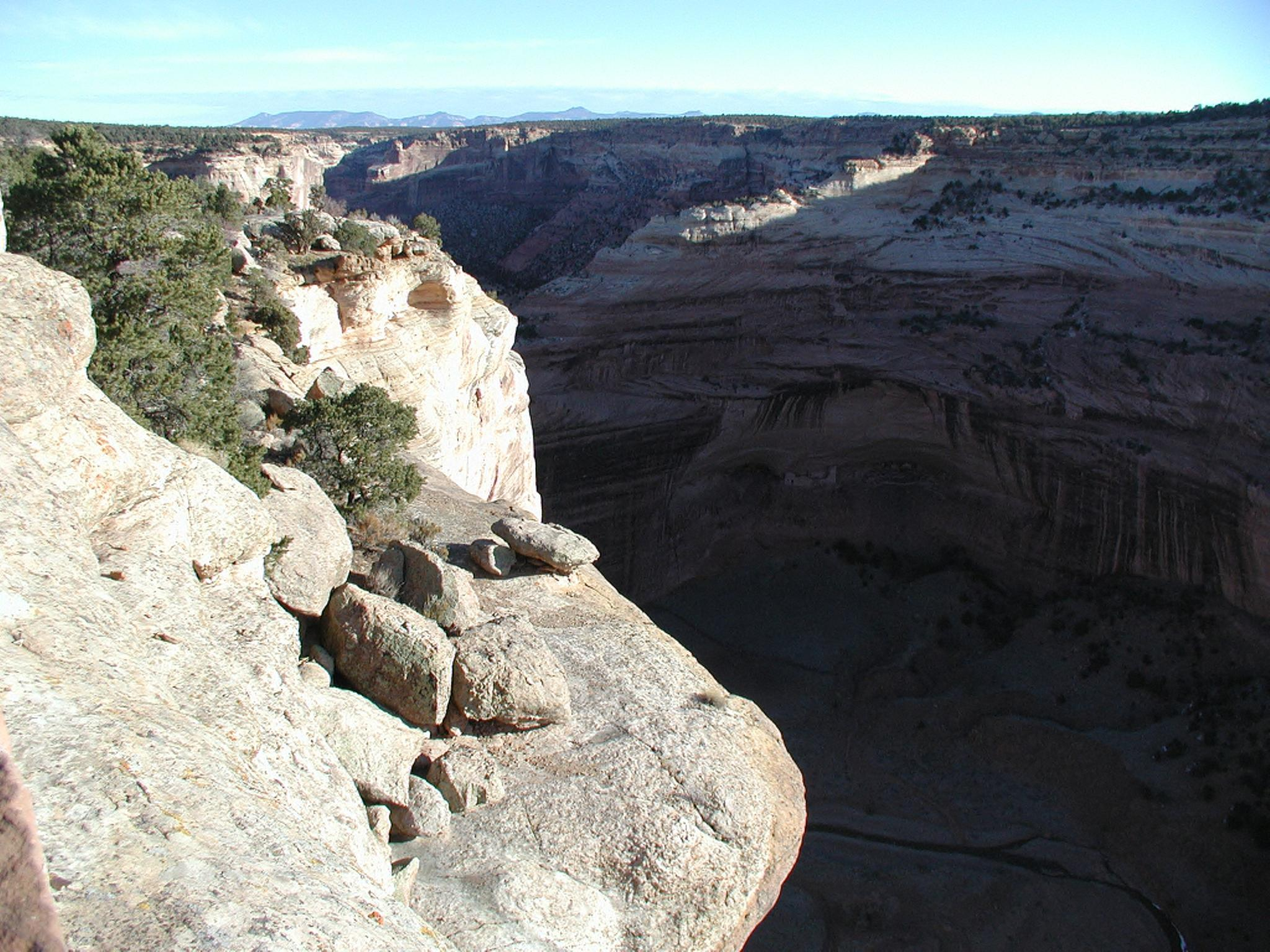
Mummy Cave

Il Canyon de Chelly è un'area naturale protetta degli Stati Uniti che si trova nella parte nord-orientale dello stato dell'Arizona, contea di Apache. L'area, che ha una superficie di 339,3 km², è divenuta Monumento Nazionale degli Stati Uniti dal 1931. L'area è interamente all'interno della Riserva indiana Navajo.

## Storia
Reperti archeologici ritrovati nella zona del canyon dimostrano che questi luoghi erano abitati fin dal 2500 a.C. (era Arcaica della Classificazione Pecos). Gli insediamenti di questo periodo erano utilizzati da gruppi nomadi che sfruttavano le grotte naturali di cui è ricca la zona come rifugi per incursioni di caccia o raccolta di cibo. Di questo periodo restano tuttora dei petroglifi.
I primi insediamenti stabili nel canyon risalgono al periodo Basketmaker (1.200 a.C. - 750 d.C.). In quel tempo gli abitanti oltre alla caccia e la raccolta cominciarono a praticare l'agricoltura. Oltre all'utilizzo delle grotte naturali gli abitanti iniziarono a costruire abitazioni che inizialmente furono solo delle case scavate parzialmente nel terreno, dette pithouse.
Nel periodo successivo al 750 d.C., detto Era Pueblo, il canyon è abitato dagli Anasazi. Si ha una evoluzione dello stile di vita: le abitazioni vengono costruite in muratura addossate le une alle altre in quelli che prendono appunto il nome di Pueblo, le coltivazioni si fanno più sistematiche e comprendono anche i cereali, si usano l'arco e le frecce per la caccia, ed inizia la produzione di ceramiche. Il periodo che va dal 1100 al 1300 può essere considerato il periodo d'oro della cultura della zona in cui vengono costruiti la maggior parte dei villaggi eretti principalmente ai piedi di scogliere a strapiombo.
Alla fine del Trecento gli Anasazi lasciarono la zona, probabilmente per una grande siccità che aveva compromesso i raccolti, o forse per contrasti con altri popoli limitrofi. Per i quattro secoli successivi non vi furono stanziamenti permanenti nel territorio del canyon anche se gli Hopi lo utilizzavano per semina e raccolta di cereali e occasionalmente per la caccia in estate.
Intorno al 1700 il canyon venne occupato stabilmente dai Navajo che oltre ad avviarvi colture e allevamento di bestiame, lo utilizzarono anche come base per le loro razzie ai danni dei gruppi Pueblo e dei coloni spagnoli stanziati nella valle del Rio Grande nel Nuovo Messico settentrionale.
Nel 1805 durante una spedizione punitiva effettuata dagli spagnoli, guidati dal tenente Antonio de Narbona, che più tardi sotto il Primo Impero messicano diverrà governatore della provincia del Nuovo Messico, vennero uccisi 115 Navajo, fra cui molte donne e bambini, che si erano ritirati in un rifugio fortificato situato nel Canyon del Muerto, che da allora viene chiamato Massacre Cave.
Le scorribande dei Navajo continuarono anche dopo che il territorio era passato sotto il governo statunitense, che nel 1862 decise di porre fine a questa situazione confinando i Navajo in una riserva situata a Bosque Redondo nello stato federale del Nuovo Messico, oltre 500 km a sud est del Canyon de Chelly. I Navajo cercarono di opporsi alla cattura adottando tecniche dilatorie cui le truppe americane risposero con azioni di logoramento distruggendo i villaggi Navajo e le scorte alimentari che vi erano conservate. Proprio in una di queste azioni, condotta nel gennaio del 1864, le truppe americane comandate dal colonnello Kit Carson penetrarono nel Canyon de Chelly, ove distrussero i villaggi navajo e tutto ciò che vi era all'intorno: raccolti, scorte, bestiame ed un frutteto con alcune migliaia di piante di pesche, orgoglio dei Navajo. Dopo questo episodio il canyon fu abbandonato ed i Navajo costretti a spostarsi a Bosque Redondo dove rimasero per 5 anni.
Nel 1868 fu firmato un trattato fra i Navajo ed il Governo degli Stati Uniti in base al quale ai Navajo venne assegnato un territorio a cavallo fra gli stati dell'Arizona e del Nuovo Messico che comprendeva il Canyon de Chelly. Questo territorio venne poi progressivamente ingrandito ed oggi costituisce la cosiddetta Nazione Navajo.
Nel 1882 una spedizione dell'Istituto Smithsoniano guidata da James Stevenson, effettuò delle ricerche nella regione. In un canyon derivato dal Canyon de Chelly vennero ritrovati i resti mummificati di sepolture preistoriche indiane. Da allora il canyon venne chiamato il Canyon del Muerto.
Il canyon è tuttora abitato dalla comunità navajo e vi sorgono numerose fattorie ove viene praticato l'allevamento e coltivazioni.

## Territorio
Il Canyon de Chelly fa parte dell'altopiano del Colorado, di quella che viene chiamata la zona dei Four Corners. Il territorio è costituito da due canyon principali che formano una Y posta in orizzontale con il lato corto verso Chinle ad ovest ed i due lati lunghi verso i Monti Chuska ad est. Il canyon a nord prende il nome di Canyon del Muerto, e quello a sud Canyon de Chelly; da questi si diramano altri canyon minori. Il canyon, che si trova ad una altitudine di circa 1.600 m s.l.m., è scavato nell'arenaria, con pareti verticali alte 300 metri, da due fiumi che scorrono lungo il fondo dei canyon: il Tsaile Creek, nel canyon del Muerto, ed il Whiskey Creek, nel canyon de Chelly, che si congiungono a formare il Chinle Wash. Il Tsaile Creek ed il Whiskey Creek, così come altri fiumi minori che scorrono negli altri canyon, sono alimentati dalle retrostanti Montagne Chuska. In fondo al Canyon del Meurto si trova il Lago Tsaile, lago artificiale formato dallo sbarramento costruito nel 1963 sul fiume omonimo. Il lago Tsaile serve come deposito per l'irrigazione e vi viene praticata la pesca sportiva.
Il canyon de Chelly propriamente detto è lungo circa 45 km ed a circa meta strada si origina il canyon detto Monument Canyon, che si sviluppa per circa 16 km in direzione sud. Il canyon del Muerto è lungo circa 30 km e da esso si diparte un canyon minore detto Canyon di Black rock.

## Punti di interesse
Il canyon presenta numerosi luoghi di interesse sia storico che paesaggistico. La maggior parte di essi possono essere ammirati dai numerosi punti di osservazione distribuiti lungo il percorso delle due strade panoramiche che corrono lungo i bordi superiori nord e sud del canyon. Il fondo del canyon non è accessibile a meno di non essere accompagnati da una guida del parco.
- Punti di interesse nel Canyon de Chelly:
  - First Ruin e Junction Ruin: si trovano presso la congiunzione del Canyon de Chelly con il Canyon del Muerto. Sono due distinti pueblo occupati dagli Anasazi in periodi differenti. Firs Ruin è arroccata trova lungo una stretta cengia di roccia. È composta di circa 20 abitazioni e 2 kiva. Junction Ruin appartiene al periodo di massima espansione degli Anasazi, fra il 1100 ed il 1300. È composta da 10 abitazioni ed un kiva.
  - Casa Bianca: si tratta delle rovine di un insediamento abitativo realizzato dagli Anasazi nell'era Pueblo. È composta da due parti, una ai piedi della scogliera, l'altra al di sopra in una grande insenatura naturale nella roccia. Le mura esterne della parte alta sono dipinte di bianco, da cui il nome.
  - Sliding House: queste rovine sono state costruite su uno stretto bordo di roccia e sembra che stiano per scivolare giù nel canyon. Furono abitate tra il 900 ed il 1200 e contengono circa 40 abitazioni.
  - Spider Rock: doppia torre di arenaria alta 240 metri che si erge alla congiunzione fra il Canyon de Celly ed il Monument Canyon. Secondo le credenze tradizionali Navajo, la più alta delle due guglie sarebbe la dimora di Nonna Ragno, una creatura ancestrale ritenuta la loro protettrice;[2]
- Punti di interesse nel Canyon del Muerto:
  - Ledge Ruin: piccolo pueblo occupato dagli Anasazi tra il 1050 a.C. ed il 1275. Nelle vicinanze si trova un kiva circolare raggiungibile tramite una scala scavata nella roccia;
  - Antelope House: sono le rovine di un Pueblo Anasazi che fu occupato tra l'850 e il 1270 d.C. Le rovine prendono il nome da alcuni pittogrammi che rappresentano antilopi e altri animali disegnate da un ignoto artista Navajo intorno al 1830.
  - Navajo Fortress: è una butte di arenaria rossa posta al centro del canyon utilizzata dai Navajo come estremo rifugio durante gli attacchi. L'accesso alla cima avveniva tramite un ripido sentiero e delle scale a pioli che potevano essere tirato su nel rifugio rendendo la mesa difficile da espugnare.
  - Mummy Cave: rovine di un Pueblo situato su un promontorio in mezzo alla parete rocciosa, e con oltre 80 camere e tre kiva. E uno dei più grandi insediamenti nel canyon. Le rovine prendono il nome da due mummie che sono state scoperte da una spedizione archeologica nel 1882.

## Accessi

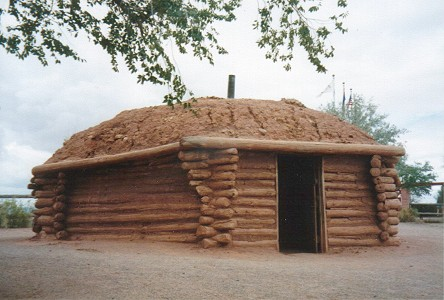
Hogan Navajo presso il Centro visitatori

L'ingresso del canyon è a circa 4 km a est di Chinle che è raggiungibile con la U.S. Route 191. Qui si trova il Centro visitatori con annesso un piccolo museo ed un esempio di Hogan, la tradizionale abitazione Navajo. Poco distante dal centro si trova il Thenderbid Lodge da dove possono essere prenotati dei tour in pulmino lungo il canyon.
Di fronte al centro visitatori iniziano le due strade panoramiche che, attraverso una serie di punti di osservazione posti lungo il percorso, consentono di vedere i principali punti di interesse del parco.
La strada che scorre lungo il bordo nord del canyon del Muerto, detta North Rim Drive, è lunga 24 km e dà accesso a 4 punti panoramici:
- Ledge Ruin Overlook;
- Antelope House Overlook;
- Mummy Cave Overlook;
- Massacre Cave Overlook;

La strada che scorre lungo il bordo sud del canyon de Chelly, detta Sout Rim Drive, è lunga 26 km e dà accesso a 7 punti panoramici:
- Tunnel Overlook;
- Tsegi Overlook;
- Junction Overlook;
- White House Overlook (da qui un sentiero consente di arrivare alle rovine della Casa Bianca);
- Sliding House Overlook;
- Face Rock Overlook;
- Spider Rock Overlook.